# Dol pri Šmarju
Dol pri Šmarju je naselje v Občini Šmarje pri Jelšah.